# Kamenec pod Vtáčnikom
Kamenec pod Vtáčnikom (Hongaars: Kemenec, Duits: Kamenetz) is een Slowaakse gemeente in de regio Trenčín, en maakt deel uit van het district Prievidza.
Kamenec pod Vtáčnikom telt 1.835 inwoners.